# Tomarovka
Tomarovka - Томаровка (rus) - és un poble (un possiólok) de l'óblast de Bélgorod, a Rússia. El 2021 tenia 7.394 habitants. Pertany al districte (raion) de Stroítel.